# F Rademaker (F-49)
F Rademaker é uma fragata da Classe Greenhalgh, da Marinha do Brasil.
Esta é um dos quatro navios Classe fragatas Tipo 22 (Lote I) adquiridas da Marinha Real Britânica, onde era designado como HMS Battleaxe.

## Origem do nome
A Fragata Rademaker leva o nome do Almirante Augusto Hamann Rademaker Grünewald (1905-1985). É o primeiro navio a ostentar esse nome na Marinha do Brasil.
O Almirante Augusto Rademaker participou ativamente de Operações Navais durante a 2ª Guerra Mundial, foi Ministro da Marinha no período de 15 de março de 1967 a 30 de outubro de 1969 e integrou a junta militar que presidiu o país de 31 de agosto a 30 de outubro de 1969. Posteriormente, foi eleito vice-presidente da República na chapa encabeçada pelo general Emílio Garrastazu Médici.

## Construção

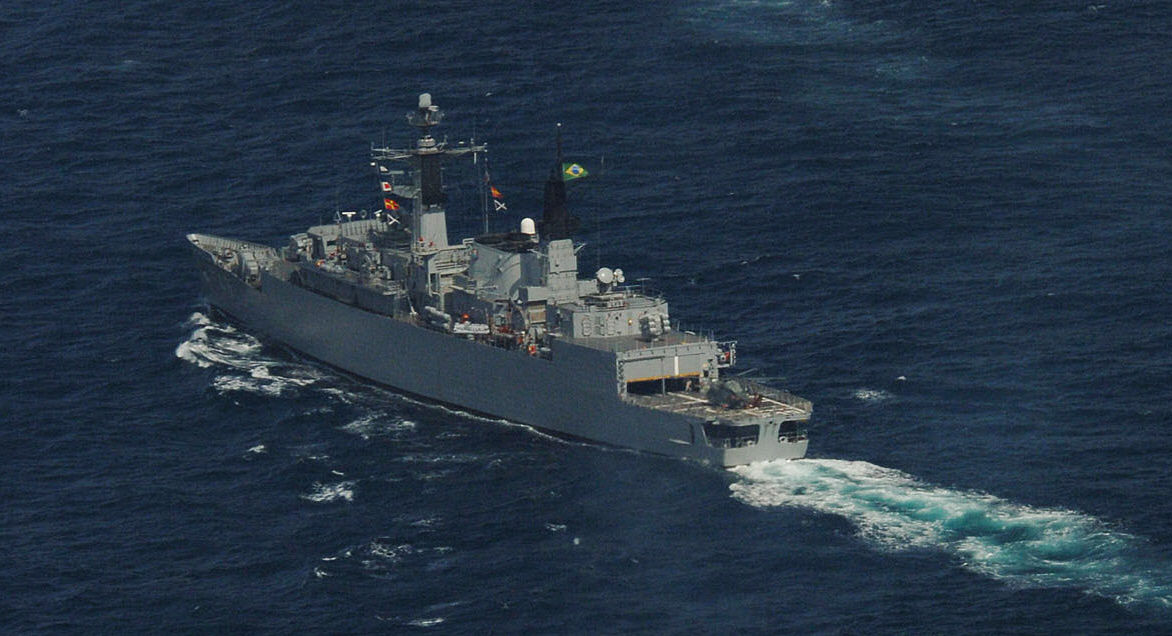
Fragata Rademaker em navegação durante a operação UNITAS (2005).

Construido pelo estaleiro inglês Yarrow Shipbuilders Ltd., em Scotstoun, Glasgow (Escócia), foi lançado ao mar em 18 de maio de 1977. Serviu a Marinha inglesa no período 28 de março de 1980 a 30 de agosto de 1996.
Foi incorporado à Marinha do Brasil em 30 de agosto de 1996.

## Histórico operacional

### Marinha Real[3]
HMS Battleaxe estava em Gibraltar em 24 de março de 1982, como parte do exercício "Springtrain 82",  mas quando a Guerra das Malvinas estourou em abril daquele ano, ela, ao contrário dos navios irmãos HMS Broadsword e HMS Brilliant, não se desdobraram para o Atlântico Sul, pois sofriam problemas com os eixos de hélice. O HMS Battleaxe foi implantado no Atlântico Sul logo após o fim da guerra, no entanto, escoltando o porta-aviões HMS Illustrious, deixando Devonport em 2 de agosto, alcançando as proximidades das Malvinas em 24 de agosto e retornando à Grã-Bretanha em 19 de novembro. O navio foi implantado no Atlântico Sul novamente de julho de 1983 a dezembro de 1983. Em 2 de julho de 1988, HMS Battleaxe resgatou os marinheiros atingidos do iate Dalriada, que havia afundado após colidir com o periscópio do submarino nuclear HMS Conqueror.
A embarcação foi implantada na patrulha Armilla, a implantação permanente da Marinha Real no Golfo Pérsico em agosto de 1990, quando o Iraque invadiu o Kuwait.
Em 8 de outubro de 1990, acompanhada pelas F USS Reasoner - FF 1063 (CF Richard B. Marvin) e HMAS Adelaide - F 01, interceptou o cargueiro iraquiano M/V "Alwasitti Alwasitti", no Golfo de Omã, depois desse navio ter se negado a parar sob tiros de advertência dos três navios. O navio foi obrigado a parar por um destacamento de quatro Reais Fuzileiros Navais (Royal Marines), inseridos no navio por um dos Helicóptero Lynx da Battleaxe. Ela voltou para Plymouth em novembro de 1990.
Em 30 de abril de 1997, deu baixa do serviço, sendo transferida e incorporada à Marinha do Brasil, onde recebeu o nome de F Rademaker (F 49). Até sua transferência, a Battleaxe, integrava o 2º Esquadrão de Fragatas da RN.

#### Marinha do Brasil[8]
Após sua incorporação em 1997, passou a executar um breve período de manutenção, seguido de um período de treinamento, ainda na Inglaterra.
Chegou ao Rio de Janeiro, e passou a subordinação do Comando do 2º Esquadrão de Fragatas (ComEsqdF-2) da Força de Superfície, que foi criado em 4 de março de 1996. A Rademaker foi recebida sem os mísseis MM 38 Exocet instalados, os reparos duplos Oerlikon de 30 mm e o sistema de comunicação por satélite SCOT SHF.
Em 2000, depois de um período de cinco meses de preparação, nos quais foram realizados testes e verificações no sistema GWS 25, a Rademaker realizou com sucesso o primeiro disparo de míssil Seawolf no Brasil. O disparo foi realizado contra um alvo aéreo do tipo SNIPE, desenvolvido para ser utilizado em exercícios de Guerra Antiaérea. O alvo foi destruído na distancia máxima de engajamento.
No dia 31 de janeiro de 2001, passou a subordinação do Comando do 2º Esquadrão de Escolta (ComEsqdE-2), criado pelo Decreto n.º 3682 de 06/12/2000, o mesmo que extinguiu o ComEsqdF-2.
Em 2004, a Rademaker esteve envolvido em um incidente. Em 29 de novembro de 2004, durante o exercício naval anual 23º FRATERNO com navios da Marinha Argentina, durante a prática de tiro contra drones alvo, um mau funcionamento do sistema de armas automáticas do contratorpedeiro ARA  Sarandí fez com que ela disparasse contra Rademaker; quatro tripulantes brasileiros ficaram feridos junto com um observador naval argentino. O navio sofreu danos moderados.
Também em 2004, a F Rademaker (F-49)  desdobrou-se para Porto Príncipe, como parte da Missão das Nações Unidas no Haiti.
Em julho de 2009 o navio iniciou PMG - Periodo de Manutenção Geral. Em dezembro de 2009, na fase final do PMG, sob o Controle Operativo do Diretor-Geral de Material da Marinha, AE Arthur Pires Ramos, concluiu, com sucesso, suas Experiências de Máquinas. Durante esse período, além da revisão das turbinas de propulsão, geradores e de diversos equipamentos e sensores de bordo, foram instalados o sistema de mísseis antinavio Exocet MM-40, novos sistemas de comunicações por satélite, um novo radar de navegação, assim como foram nacionalizados, com apoio do Centro Tecnológico da Marinha em São Paulo (CTMSP), importantes itens dos sistemas de combate.
Em abril de 2017, a F Rademaker (F-49) esteve envolvida na busca pelo graneleiro desaparecido Stellar Daisy depois que ela desapareceu no Atlântico.
Em novembro de 2017, a F Rademaker (F-49) juntou-se aos esforços internacionais para localizar o submarino argentino desaparecido ARA San Juan (S-42).
Em janeiro de 2019, a embarcação que estava atracada no Porto de Itajaí, teve um princípio de incêndio. A Marinha do Brasil informou por meio de nota, a ocorrência de um princípio de incêndio, na cozinha da Fragata Rademaker, sendo prontamente debelado pelo pessoal de bordo.
No dia 17 de outubro de 2023, a  F Rademaker (F-49)  sofreu um incêndio a bordo. O fogo  alastrou por diversos compartimentos no convés 01 e 02. Segundo informações divulgadas, o navio estava realizando uma das fases do CIAsA – Comissão de Inspeção e Assessoria de Adestramento quando, às 2h30 da manhã, foi dado o alarme de incêndio da bordo. O combate às chamas durou até as 9h da manhã. A Marinha do Brasil informou por meio de nota, que durante a madrugada do dia 17 de outubro, por volta das 2h50, ocorreu um incêndio na Fragata “Rademaker”, no compartimento do Quadro Elétrico Secundário a Ré e da Central de Distribuição Elétrica (CDE) M2.
No dia 15 de março de 2024, ocorreu um novo incêndio no navio. A Marinha do Brasil informou por meio de nota que, na manhã desta sexta-feira (15), ocorreu um incêndio de pequenas proporções na Fragata “Rademaker”.